# Hand of Mercy
Hand of Mercy est un groupe australien de punk hardcore et metalcore, originaire de Sydney, en Nouvelle-Galles du Sud. Formé en 2007, le groupe était autrefois signé au label UNFD. Hand of Mercy compte au total trois albums studio, et deux EP, avant de se séparer en 2016.

## Biographie
Le groupe est formé à Sydney, en Australie, en 2007, et est actuellement composé de Scott, Adam McLean, Josh, Dawson et CJ Cullum. Le groupe sort, avec Trash the Party (2007) et Scum of the Earth (2008), deux EP produits et financés par le groupe lui-même. Il s'ensuit le premier album The Fallout (2010) produit, à nouveau, par les membres du groupe. En Janvier 2012, le groupe a joué sa première tournée importante nommée Sick Summer II Tour en compagnie de Parkway Drive, en Australie.
En 2012, Hand of Mercy traverse les États-Unis et enregistre son nouvel album à Cap Cod, dans le Massachusetts avec le producteur Shane Frisby. En juin 2012; van den Crust quitte le groupe, et est remplacé par son ami Dawson Michaels. Peu après, le groupe signe au label australien UNFD, auquel il publie son deuxième album, Last Lights, le 17 août,,. Last Lights reste une semaine dans les classements australiens à la 44e place.
En 2013, Hand of Mercy tourne à travers l'Australie, l'Europe, et au Royaume-Uni. En janvier, le groupe joue en soutien à Deez Nuts et Comeback Kid à la tournée Boys of Summer Tour nationale. Ils jouent ensuite outremer avec Bleeding Through à quelques dates européennes, notamment au Hit The Deck festival. À leur retour en Australie, Hand of Mercy participe au mini-festival Destroy The Music en mai avec The Ghost Inside. En 2014, Bird quitte le groupe qui enregistre un album, Resolve, aux côtés du nouveau chanteur Nick Bellringer, et tourne une vidéo pour la chanson Desperate Measures en 2014. Ils publient un single, Axis, pour la promotion, de l'album.
En 2015, Campiao quitte le groupe pour rejoindre Hellions ; cependant, le groupe continue à enregistrer et tourner en son absence. Hand of Mercy annonce sa séparation après un tout dernier concert donné le 30 janvier 2016 au Strike Hard Festival à Sydney, où ils seront rejoints par l'ancien chanteur, Scott Bird.

## Membres

### Derniers membres
- Scott Bird - chant (2007–2014, 2015–2016)
- Adam Mclean - guitare (2007–2016)
- Cullum Jensen (CJ) Mackinnon - batterie (2011–2016)
- Dawson Michaels - basse (2012–2016)

### Anciens membres
- Joshua Zimmer - batterie (2007–2011)
- Adam van den Crust - basse (2007–2012)
- Joshua Campiao - guitare (2007–2015)
- Nick Bellringer - chant (2014–2015)

## Discographie

### Albums studio
- 2010 : The Fallout
- 2012 : Last Lights
- 2014 : Resolve

### EP
- 2007 : Trash the Party
- 2008 : Scum of the Earth